# Nikko Kali
Nikko Kali né à São Paulo (Brésil) le 17 novembre 1957, est un artiste plasticien, céramiste et sculpteur.

## Biographie
En 1984, Nikko Kali s’installa à Paris. Il vit actuellement dans le Val-d'Oise à Deuil-la-Barre, France
Nikko Kali a reçu en 2009 les hauts insignes, médaille d'or de la Société académique Arts-Sciences-Lettres, couronnée par l'Académie française et sous le haut patronage du président la République Française, Nicolas Sarkozy.
En 2010, Nikko Kali a reçu la médaille d'argent de l'Académie du Mérite et Dévouement au Sénat à Paris.

## Approche artistique
L'une des particularités du peintre, sculpteur et céramiste est de produire se propres pigments qu’il utilise à partir des pierres précieuses, fines, décoratives, minéraux et des métaux précieux. 
C'est sous l'influence du peintre et sculpteur espagnol Joan Miró, qu'il a fait ses premiers pas. Mais grâce à ses études les œuvres de Kali ont une plus grande profondeur sur le symbolisme.
Il ne fait pas systématiquement de croquis dans ses œuvres. Quand il commence à travailler, Kali dit: « les mots et les objets perdent leur sens ». La magie favorable des petits actes de tous les jours a le pouvoir de créer une sensation de l’art plastique. Ainsi, agir comme artiste est une façon de défendre une forme contemporaine de la poésie, afin de réactiver son pouvoir de la traduction des forces cosmiques.